# Louis Prodhomme
Louis-Pierre Prodhomme (Chemazé, 21 augustus 1883 – 1952) was een Frans componist, militaire kapelmeester en trompettist.

## Levensloop
Prodhomme kwam als trompettist bij de Fanfare van het 25e dragonder regiment. Vervolgens studeerde hij aan de "École de cavalerie" in Saumur. Later werd hij kapelmeester van de Fanfare van het 1e kurassiers regiment. In 1911 werd hij bevorderd tot trompette-major (kapelmeester) van de Fanfare du Régiment de Cavalerie de la Garde Républicaine in Parijs. In deze functie was hij 26 jaar. Hij was een pionier van het militaire fanfareorkest, omdat hij de natuurtrompetten tot ventieltrompetten uitwisselde. Nu was het mogelijk chromatische toonladders te spelen en het vereiste een nieuw repertoire voor dit medium. Maar hij heeft ook zijn talent als componist onder bewijs gesteld en rond 40 eigen werken geschreven voor fanfare, naast vele bewerkingen van gedeelten uit opera's en operettes. 
Vanaf 1914 was de Fanfare du Régiment de Cavalerie de la Garde Républicaine geïnvolveerd in de diplomatieke formules, omdat zij de buitenlandse staatsgasten met militaire eer ontvingen en de muziek ervoor speelden. Na de Eerste Wereldoorlog werd de fanfare uitgenodigd aan het "défilé de la Victoire" deel te nemen. Het laatste concert van de Fanfare du Régiment de Cavalerie de la Garde Républicaine dirigeerde hij op 31 augustus 1938 in de bakermat, in Château-Gontier. Hij werd op 1 september 1938 opgevolgd door Raoul Ponsen.

## Composities

### Werken voor fanfareorkest
- A cheval
- Airs Militaires Anciens
  1. Le guet
  2. Le cavalquet
  3. Marche des gardes du roy
  4. Ralliement
  5. Marche des mousquetaires gris
  6. Marche des mousquetaires noirs
  7. Marche des dragons du roy
  8. Marche des dragons de la reine
  9. Marche consulaire
  10. Refrain de l'Empire
  11. Marche d'Austerlitz
  12. La victoire est a nous !
- Défilé au trot No. 1 (ex No. 5)
- Défilé au trot No. 2 (ex No. 9)
- Défilé au trot no. 5
- Défilé au trot no. 6
- Défilé au trot no. 7
- Défilé au trot no. 8
- Défilé au trot no. 9
- Défilé au trot no. 10
- Défilé au trot no. 11

- Défilé au trot no. 12
- Devant Verdun
- Dupleix (Marche)
- Hommage posthume
- L’Angevine, polka voor trompet solo en fanfareorkest
- Le boute-selle
- Le fanion
- Le piquet légion du régiment de cavalerie
- Le Trompette en cuivre
- Les Bords du Rhin
- Les Célestins (Marche)
- Les cosaques de la Meuse
- Marche de la Cavalerie de la Garde
- Nos braves poilus
- Régiment de cavalerie
- Salut aux alliés
- Sous bois
- Thème et variations de Reynault et la valse Parisette
- Tommies & Sammies
- Union-marche
- Vincennes
- Victoire

- Bibliothèque nationale de France: cb13924473t (data)
- International Standard Name Identifier: 0000 0000 0120 0646
- MusicBrainz: 4b333805-f775-4502-8f94-fadc24bb9084
- Virtual International Authority File: 61733798